# Octávio Ferreira do Amaral e Silva
Octávio Ferreira do Amaral e Silva (Lapa, 11 de dezembro de 1869 - Curitiba, 27 de abril de 1942) foi um desembargador e político brasileiro.

## Biografia
Filho do Coronel Seraphim Ferreira de Oliveira e de Júlia Moreira do Amaral e Silva, na década de 1880 mudou-se para o Rio de Janeiro, onde fez os estudos preparatórios no Colégio Abílio. Iniciou o curso superior Faculdade de Direito de São Paulo, formando-se em Ciências Sociais e Jurídicas em 1889.
Iniciou carreira pública como promotor de justiça em Curitiba e na cidade de São Paulo e em 1893 foi eleito Deputado Estadual, ocupando uma das cadeira da Assembléia Legislativa do Paraná e participando do Congresso Constituinte Estadual.
Durante a Revolução Federalista, foi combatente no famoso Batalhão Patriótico 23 de Novembro como tenente e ajudante de ordens do coronel Pires Ferreira.
Após a revolução, foi indicado Procurador Geral do Estado do Paraná e em 1900 assumiu a Secretaria Estadual do Interior, Justiça e Instrução Pública. Em 1905, foi nomeado Juiz de Direito em Curitiba.
Com a fundação, em 1912, da Universidade do Paraná (atual UFPR), assumiu a cadeira de Direito Romano como professor catedrático e foi m dos fundadores e presidente da Sociedade Estadual de Agricultura do Paraná.
Em 1931, foi nomeado Desembargador do Tribunal de Apelação do Estado, permanecendo no cargo até 1937.